# Sosialurin
Sosialurin [sjalʊrɪn] (català: el social) és un diari feroès amb seu a Tórshavn. Està escrit en llengua feroesa. El diari, en col·laboració amb Føroya Tele, l'empresa pública de telecomunicacions feroesa, gestiona el lloc web d'informació in.fo

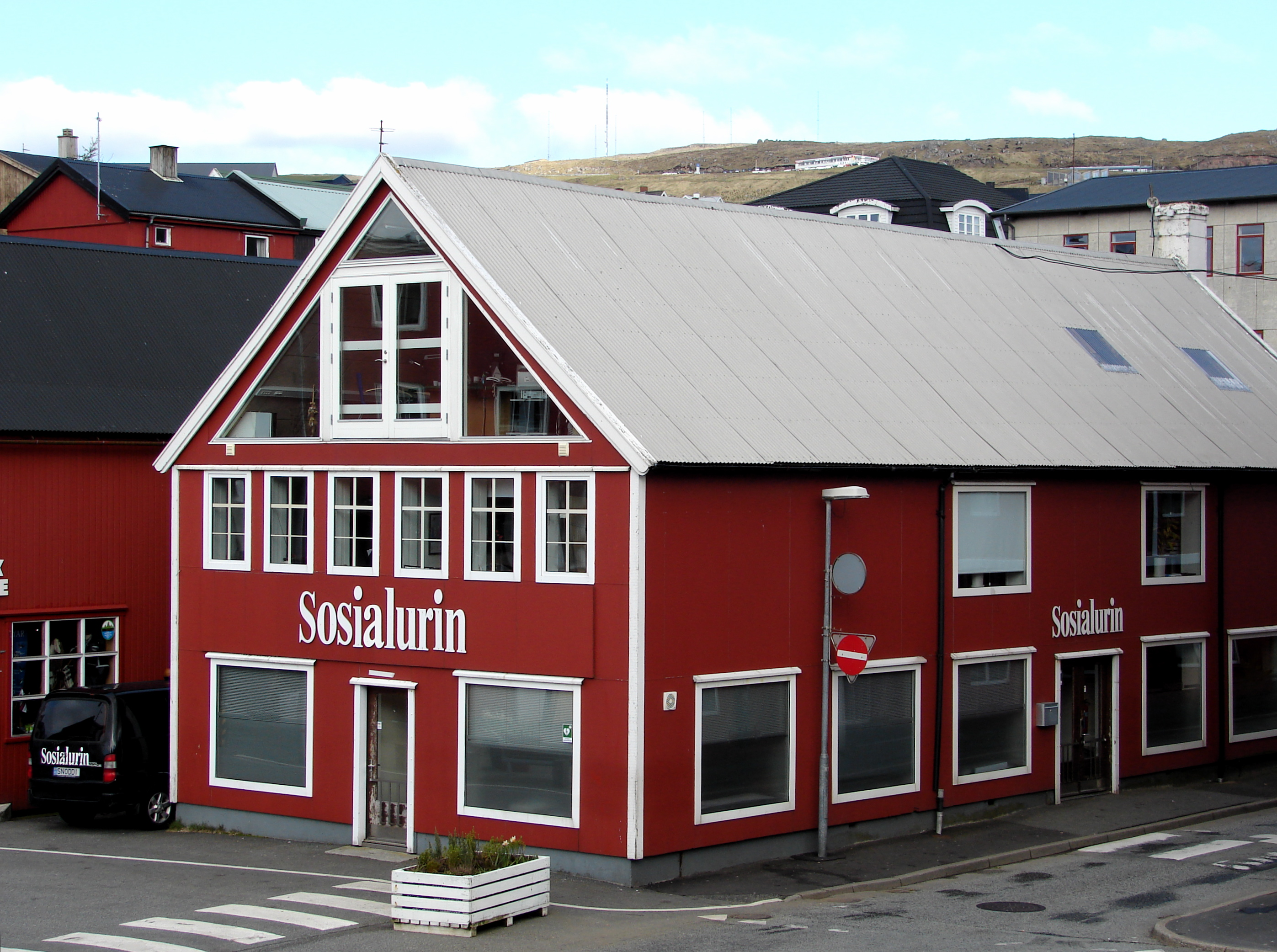
Seu del diari a Tórshavn.

## Història
El diari va publicar el seu primer exemplar el 27 de maig de 1927, com a Føroya Social Demokrat i el primer editor del diari va ser Maurentius Viðstein. Originalment estava associat al Partit Socialdemòcrata. De 1945 a 1955 el diari va circular amb el nom de Føroya Sosial-Demokatur. El 2006 el Partit Socialdemòcrata va vendre la seva part de les accions a una nova empresa, Miðlahúsið, que era propietària de la direcció del diari, els empleats i Føroya Tele.
En col·laboració amb Føroya Tele, Sosialurin va operar el portal de notícies d'Internet portal.fo fins al 2013, que era i és un lloc web feroès molt utilitzat. Després que Føroya Tele vengués portal.fo a Knassar, Miðlahúsið (Sosialurin, Rás2 i in.fo) va obrir el portal de notícies d'Internet in.fo, que és avui un dels més llegits a les Illes Fèroe.
Sosialurin venia 7.300 exemplars l'any 2000, i era el segon diari més venut de les Illes Fèroe després de Dimmalætting. Tanmateix la tardor del 2013 el Dimmalætting. que era també el diari més antic de l'arxipèlag, va fer fallida i el Sosialurin es va convertir en l'únic diari nacional feroès. El Dimmalætting va tornar a publicar-se a partir de l'octubre de 2014 com a diari de cap de setmana.
Avui en dia el Sosialurin té una tirada d'aproximadament 8.100 exemplars. L'editor en cap és Eirikur Lindenskov (2022), i el diari dona feina a 10 periodistes i un fotògraf.

## Editors
- Anton Nielsen (1927)
- M. S. Viðstein (1927 - 1932)
- H. M. Jacobsen (1932 - 1934)
- Petur Mohr Dam (1934 - 1959)
- P. K. Mouritsen (1934 - 1940)
- P. K. Mouritsen (1949 - 1950)
- Villi Sørensen (1950 - 1968)
- Torfinn Smith (1968 - 1971)
- Vilhelm Johannesen (1972 - 1979)
- Torfinn Smith (1979 - 1984)
- Jan Müller (1984 - 1998)
- Eirikur Lindenskov (1998 - actualitat)